# К-64 «Підмосков'я»
| К-64 «Підмосков'я»                                                                                     | К-64 «Підмосков'я»                                                                        | К-64 «Підмосков'я»                                                                        |
| --- | ----------------------------------------------------------------------------------------- | ----------------------------------------------------------------------------------------- |
| БС-64 «Подмосковье»                                                                                    |                                                                                           |                                                                                           |
| |                                                                                           |                                                                                           |
| Схематичне зображення радянського підводного човна К-64 «Підмосков'я»                                  |                                                                                           |                                                                                           |
| Верф                                                                                                   | завод № 402, Сєверодвінськ                                                                | завод № 402, Сєверодвінськ                                                                |
| Під прапором                                                                                           | СРСР Росія                                                                                | СРСР Росія                                                                                |
| Належність                                                                                             | Військово-морський флот СРСР · Військово-морські сили Російської Федерації                | Військово-морський флот СРСР · Військово-морські сили Російської Федерації                |
| Порт приписки                                                                                          | Західна Ліца, Оленья Губа, Гаджиєво                                                       | Західна Ліца, Оленья Губа, Гаджиєво                                                       |
| На честь                                                                                               | Підмосков'я                                                                               | Підмосков'я                                                                               |
| Закладений                                                                                             | 18 грудня 1982                                                                            | 18 грудня 1982                                                                            |
| Спуск на воду                                                                                          | 2 лютого 1986                                                                             | 2 лютого 1986                                                                             |
| Введений до складу флоту                                                                               | 23 грудня 1986                                                                            | 23 грудня 1986                                                                            |
| Перейменований                                                                                         | 2008 року присвоєне найменування «Підмосков'я»                                            | 2008 року присвоєне найменування «Підмосков'я»                                            |
| На службі                                                                                              | 1986–по т.ч.                                                                              | 1986–по т.ч.                                                                              |
| Бойовий досвід                                                                                         | Холодна війна Друга холодна війна                                                         | Холодна війна Друга холодна війна                                                         |
| Проєкт                                                                                                 |                                                                                           |                                                                                           |
| Тип ПЧ                                                                                                 | атомний підводний човен з балістичними ракетами                                           | атомний підводний човен з балістичними ракетами                                           |
| Розробник проєкту                                                                                      | ЦКБМТ «Рубін»                                                                             | ЦКБМТ «Рубін»                                                                             |
| Головний конструктор                                                                                   | Ковальов С. М.                                                                            | Ковальов С. М.                                                                            |
| Класифікація НАТО                                                                                      | «Delta IV»                                                                                | «Delta IV»                                                                                |
| Основні характеристики                                                                                 |                                                                                           |                                                                                           |
| Швидкість (надводна)                                                                                   | 14 вузлів (27 км/год)                                                                     | 14 вузлів (27 км/год)                                                                     |
| Швидкість (підводна)                                                                                   | 24 вузли (47 км/год)                                                                      | 24 вузли (47 км/год)                                                                      |
| Робоча глибина занурення                                                                               | 320—400 м                                                                                 | 320—400 м                                                                                 |
| Гранична глибина занурення                                                                             | 550 м                                                                                     | 550 м                                                                                     |
| Автономність плавання                                                                                  | 80-90 діб                                                                                 | 80-90 діб                                                                                 |
| Екіпаж                                                                                                 | 135 осіб                                                                                  | 135 осіб                                                                                  |
| Розміри                                                                                                |                                                                                           |                                                                                           |
| Довжина найбільша (по КВЛ)                                                                             | 167 м                                                                                     | 167 м                                                                                     |
| Ширина корпусу найб.                                                                                   | 11,7 м                                                                                    | 11,7 м                                                                                    |
| Середня осадка (по КВЛ)                                                                                | 8,8 м                                                                                     | 8,8 м                                                                                     |
| Водотоннажність надводна                                                                               | 11 740 т                                                                                  | 11 740 т                                                                                  |
| Водотоннажність підводна                                                                               | 18 200 т                                                                                  | 18 200 т                                                                                  |
| Силова установка                                                                                       |                                                                                           |                                                                                           |
| Атомна: 2 × два водо-водяних реактори ВМ-4СГ потужністю 90 МВт, дві паротурбіни потужністю 20 000 к.с. |                                                                                           |                                                                                           |
| Гвинти                                                                                                 | 2                                                                                         | 2                                                                                         |
| Потужність                                                                                             | 2 × 90 000 к. с.                                                                          | 2 × 90 000 к. с.                                                                          |
| Озброєння                                                                                              |                                                                                           |                                                                                           |
| Торпедно- мінне озброєння                                                                              | 4 ТА калібру 533-мм (12 торпед САЕТ-60М та 53-65М)                                        | 4 ТА калібру 533-мм (12 торпед САЕТ-60М та 53-65М)                                        |
| Ракетне озброєння                                                                                      | ракетний комплекс Д-9РМ з БРПЧ 16 ракет Р-29РМ, Р-29РМУ2 «Синева» або Р-29РМУ2.1 «Лайнер» | ракетний комплекс Д-9РМ з БРПЧ 16 ракет Р-29РМ, Р-29РМУ2 «Синева» або Р-29РМУ2.1 «Лайнер» |
| ППО | ЗКР «Ігла-1» (8 шт.)                                                                      | ЗКР «Ігла-1» (8 шт.)                                                                      |

К-64 «Підмосков'я», згодом БС-64 «Підмосков'я» (рос. БС-64 «Подмосковье») — радянський/російський атомний підводний човен проєкту 667БДРМ «Дельфін», який перебуває на озброєнні ВМФ СРСР та ВМФ РФ з 1986 року. Закладений 18 грудня 1982 року під найменуванням К-64 на заводі завод № 402 у Сєверодвінську під заводським номером 381. 2 лютого 1986 року спущений на воду. 23 грудня 1986 року включений до складу Північного флоту ВМФ СРСР. Пізніше переобладнаний за проєктом 09787 (англ. Delta-IV Stretch) як носій глибоководного апарату спеціального призначення. Входить до складу 29-ї дивізії підводних човнів Північного флоту.

## Історія служби
24 лютого 1987 року підводний човен увійшов до складу 13-ї дивізії 3-ї флотилії підводних човнів Північного флоту, що базувалася на базі Оленья Губа.
1988 року зробив тренувальний пуск балістичної ракети з району Білого моря.
У липні 1993 року перебазований на бухту Ягельна.
7-9 травня 1995 року брав участь у параді на честь 50-річчя Перемоги у війні в Мурманську.
У 1999 році корабель був переведений до складу 31-ї дивізії підводних човнів, а потім виведений до резерву й відправлений на завод «Звьоздочка» у Сєверодвінську з метою проходження середнього ремонту та переобладнання за проєктом 09787 для виконання спеціальних завдань. Тактичний номер К-64 змінили на БС-64, корабель перевели до складу 16-ї бригади підводних човнів Біломорської військово-морської бази. Через відсутність фінансування роботи з переобладнання розтягнулися майже на 15 років.
23 жовтня 2016 року ЗМІ повідомили, що Центр судноремонту «Звьоздочка» завершив роботи з ремонту та модернізації корабля, який вийшов на випробування в Біле море вперше після 16-річного періоду модернізації, пов'язаного з переобладнанням його в носій надмалих підводних човнів. 26 грудня 2016 року човен передали флоту.